# José Consuegra Higgins
José Consuegra Higgins (Isabel López, Sabanalarga, Atlántico; 28 de marzo de 1924 - Barranquilla, 28 de diciembre de 2013) fue educador, político, escritor y científico colombiano. Fue fundador de la Universidad Simón Bolívar.

## Biografía
José Consuegra Higgins nació el 28 de marzo de 1924, en el corregimiento de Isabel López, municipio de Sabanalarga, Atlántico. Cursó estudios de primaria en su pueblo natal y de Bachillerato en el Colegio San José de Barranquilla, donde se unió a un grupo con inquietudes intelectuales. Entre ellos, el Nobel de literatura Gabriel García Márquez, y el director de El Heraldo Juan B. Fernández Renowitzky.
economista del Instituto de Ciencias Económicas de la Universidad Nacional de Colombia, experto en política económica. Se destacó en diversos campos del saber, en las artes como escritor, ensayista, investigador de los fenómenos sociales y económicos de Colombia.
Falleció el 28 de diciembre de 2013 en Barranquilla.

## Formación Académica[1]
Economista del Instituto de Ciencias Económicas de la Universidad nacional de Colombia, 1948.
Experto en política económica, Universidad Nacional de Colombia.
Técnico en desarrollo y planeación, Universidad de Tokio.

## Experiencia Académica y docente[1]
- Decano de la Facultad de Economía de la Universidad de Cartagena.
- Decano de la Facultad de Economía de la Universidad del Atlántico.
- Director del Instituto de investigaciones económicas Universidad de Cartagena.
- Miembro de la Junta Directiva del Instituto Colombiano para la Formación de la Educación

Superior, ICFES.
- Profesor de las universidades Nacional, Gran Colombia, Libre, América, Jorge Tadeo Lozano y

Externado de Colombia en Bogotá; en Cartagena; Atlántico y Simón Bolívar, en Barranquilla;
Cauca en Popayán.
- Profesor visitante y conferencista en las universidades Nacional Federico Villarreal, San

Marcos y San Luis Gonzaga, en el Perú; Central, del Ecuador; de El Salvador, en el Salvador;
de Panamá, en Panamá: Católica y de La Plata, en Argentina; Nacional Autónoma de México,
UNAM, en México.

## Experiencia Laboral[1]
- Concejal de Barranquilla, Representante a la Cámara y senador; Jefe de Planeación Nacional

y Miembro del Consejo Nacional de Planeación y Política Económica.
- Miembro de la Comisión preparatoria de la Conferencia Mundial de Planificación y al Congreso

de la Unidad Latinoamericana.
- Rector de la Universidad del Atlántico.
- Rector fundador de la Universidad Nacional Simón Bolívar.
- Representante de las facultades de economía de Colombia en el comité de la Asociación

Nacional de Universidades.

## Publicaciones[1]

### Libros
- Antología del pensamiento económico y social de América Latina. Medellín: Ediciones Colibrí,

1980-1981.
- Apuntes de economía política. Bogotá: Editorial Iqueima, 1963.
- Apuntes para una teoría del interés. [Barranquilla]: Ediciones Unimar y U. Simón Bolívar, [19--]
- Apuntes sobre la legislación técnica de la planeación en Colombia. [Bogotá]: El Departamento,

[1943].
- Cómo se reprime la universidad en Colombia: informe a la comunidad de la Universidad del

Atlántico. Barranquilla: Ediciones Perijá, 1973
- Cómo se reprime la universidad en Colombia: informe a la comunidad de la Universidad del

Atlántico. [Barranquilla]: Mejoras, 1972.
- Del recuerdo a la semblanza: relatos. Bogotá: Plaza & Janés Editores, 1987.
- Desde mi columna. Santa Fe de Bogotá: Grijalbo, 1997.
- Doctrina de la planeación colombiana: el ciclo económico y la planeación. Bogotá: Fundación

Universidad de América. Facultad de Arquitectura, 1960.
- El compromiso de una teoría económica propia. Bogotá: Corporación Educativa Mayor del

Desarrollo Simón Bolívar, 1998.
- El control de la natalidad como arma del imperialismo. Barranquilla: Eds. de la Univ. del

Atlántico, 1972.
- El neomalthusianismo doctrina del neoimperialismo y análisis de las causas del subdesarrollo.

Bogotá: Ediciones Desarrollo Indoamericano, 1969.
- El pensamiento económico colombiano. Bogotá: Plaza & Janés, 1984.
- El pensamiento económico latinoamericano contemporáneo. Bogotá: Academia Nacional de

Ciencias Económicas, 1988.
- El pensamiento económico venezolano. Barranquilla: Editorial Mejoras, 1996. Discurso

pronunciado en el aula máxima de la Universidad de Zulia, el día miércoles 25 de septiembre
de 1996, en el acto en el que le fue otorgado el título de Doctor Honoris Causa.
- Historia del pensamiento económico colombiano: (1850-1950) /Julián Sabogal Tamayo;

prólogo de José Consuegra Higgins. Santa Fe Bogotá: Plaza & Janés Editores, 1995.
- Historia del trabajo social / Jorge Torres Díaz; con prólogo de José Consuegra Higgins.

Bogotá: Plaza & Janés Editores Colombia, 1987.
- Importancia y necesidad de la conexión del puerto marítimo de Barranquilla con el ferrocarril

del Magdalena por el sistema fluvial férreo. Barranquilla: Puertos de Colombia, 1967.
- Interés, dependencia y subdesarrollo. [Barranquilla: Ed. Mejoras, 1975].
- Interés, dependencia y subdesarrollo. Bogotá: Ediciones Tercer Mundo, 1977.
- Las ideas económicas de Simón Bolívar. Bogotá: Plaza & Janés, 1982
- Las sorpresas del tiempo. Santa Fe de Bogotá: Editorial Grijalbo, 1993.
- Lenin y la América Latina. Bogotá: Eds. Cruz del Sur, 1971.
- Mensajes / Josué de Castro; prólogo de José Consuegra Higgins. Bogotá: Plaza & Janés,

1985.
- Neoliberalismo, diálogos y otros temas. Barranquilla; Universidad Simón Bolívar, [1996?].
- Obras escogidas / Celso Furtado; prólogo de José Consuegra. Bogotá: Plaza & Janés, 1982.
- Origen latinoamericano de las teorías de la inflación / discurso pronunciado en la Academia

Colombiana de Historia sesión del día 10 de julio de 1996 por José Consuegra Higgins..
[Santa Fe de Bogotá]: Editorial Mejoras, 1996.
- Prólogos, diálogos y críticas. Santa Fe de Bogotá: Grijalbo, 1995.
- Salarios, ingresos e inflación. Bogotá: Ediciones Unimar; Universidad Simón Bolívar, [1978?].
- Siempre en la trinchera. Bogotá: Ediciones Tercer Mundo; Ediciones Universidad de Medellín;

Ediciones Universidad Simón Bolívar; Ediciones Universidad Libre de Pereira, 1977.
- Temas económicos y sociales. Barranquilla: Editorial Mejoras, 2002.
- Teoría de la inflación, el interés y los salarios. Bogotá: Plaza & Janés, 1978.
- Teoría de la inflación. Bogotá: Plaza & Janés, 1980.
- Un nuevo enfoque de la teoría de la inflación. Bogotá: Ediciones Tercer Mundo, 1976.

### Artículos en Libros
- Bases de la economía contemporánea: elementos para una economía de la defensa / Antonio García; prólogo de José Consuegra Higgins. Bogotá: Plaza & Janés Editores, 1984.
- Cartas desde las trincheras: Francia Primera Guerra Mundial 1914-1916 / Manuel Andrés Marthe Carrasco, Leonello Marthe Zapata; prólogo de José Consuegra Higgins. Santa Fe de Bogotá: Editorial Grijalbo, 1992.
- Ensayos sobre la dominación y la desigualdad / D. F. Maza Zavala; prólogo José Consuegra Higgins. Bogotá: Plaza & Janés, 1984.
- Historia del trabajo social / Jorge H. Torres; con prólogo de José Consuegra Higgins. Barranquilla: Grafitalia, 1985.
- Introducción a la ciencia económica contemporánea / Oreste Popescu; prólogo José Consuegra Higgins. Bogotá: Plaza & Janés, 1985.
- La gestión municipal/ Orión Álvarez Atehortúa; Aristides Meneses Mira; prólogo de José Consuegra Higgins. Medellín: Editorial Lealon, 1987.
- Memorias del mestizaje / Otto Morales Benítez; prólogo de José Consuegra Higgins. Bogotá: Plaza & Janés, 1984.
- Reflexiones sobre la Costa Caribe / César Esmeral Barros; prólogo de José Consuegra Higgins. Santa Fe de Bogotá: Grijalbo, 1999.

### Artículos en Revistas
- Antonio García y el pensamiento económico colombiano Desarrollo Indoamericano (Bogotá).

Vol 16., No. 68 (May/Jun., 1981). p. 7-16.
- Cómo nació Caballo viejo. Consigna (Bogotá). Vol. 10, No. 306 (Ago. 28, 1986). p. 49-50.
- Descentralismo: desarrollo y revolución. Economía colombiana (Bogotá). No. 122 (Sep. 1979).

p. 48-51.
- El pensamiento económico y social de América Latina. Desarrollo Indoamericano

(Barranquilla). Vol. 15, no. 64 (Nov. 1980). p. 7-12.
- Evite el ruido y viva mejor. Consigna (Bogotá). Vol. 11, No. 318 (Mar. 30, 1987). p. 27-28.
- La economía de la costa atlántica. Vínculo Shell (Bogotá). Vol. 16, n.º 125 (1964), pp. 29–31.
- La economía japonesa. Economía (Bogotá). Vol. 2, N.º 5 (1964), pp. 280–284.
- La importancia económica de la costa atlántica. Economía grancolombiana (Bogotá). Vol. 1, n.º 3 (1964), pp. 324–335.
- Las ideas económicas de Simón Bolívar. Desarrollo Indoamericano (Barranquilla). N.º 16-73 (marzo/abril de 1982), pp. 11–20.
- Oriana Fallaci : profesión reportera. Tolima (Ibagué). No. 51 (Ene./Feb. 1981). p. 26-28.